# Jardín de naranjos amargos de Leonberg
El Jardín de naranjos amargos (del alemán: Pomeranzengarten) se encuentra en Leonberg, Baden-Württemberg, Alemania. Es un jardín renacentista, uno de los más afamados en ese país y de los pocos que han llegado a la actualidad. Obra de Heinrich Schickhardt, fue realizado a principios del siglo XVII.
El jardín fue promovido por Sibila de Anhalt, duquesa viuda de Württemberg. El proyecto fue encargado a Schickhardt, maestro de obras de la corte de Württemberg, quien había estudiado los jardines italianos —considerados el paradigma de la jardinería renacentista— en un viaje a Italia en 1600, donde entre otros estudió los jardines del Belvedere del Vaticano y de Villa Demidoff en Pratolino, de donde extrajo numerosas ideas. A la vuelta de su viaje diseñó un jardín de naranjos amargos con saltos de agua en el jardín de recreo real de Stuttgart, y poco después recibió el encargo de Leonberg. Planificó el jardín en paralelo al castillo, sobre una terraza rectangular alargada, en cuyas esquinas edificó un pabellón, y a donde se accedía por una escalera de doble tramo que albergaba una gruta con fuentes. El terreno se dividía en dos compartimentos de eras, subdivididos en cuatro cuadrados y separados por dos albercas con fuentes. Las eras seguían una planimetría axial, al estilo italiano, y predominaban las formas en cruz, los triángulos y los semicírculos. Para el diseño de patrones para las eras Schickhardt se inspiró en modelos confeccionados por Sebastiano Serlio, aunque con ligeras modificaciones. Sus diseños cobraron mucha relevancia en su época, e influyeron en numerosos proyectos de jardinería del sudoeste de Alemania, incluso en era barroca, donde se puso de moda el jardín francés.
El jardín fue restaurado entre 1976 y 1980, y en la actualidad ofrece una imagen bastante aproximada a la original.